# Georgius Sylvanus
Georgius Sylvanus, Georgius Sylvanus Pannonius, Szilágyi György, Silvanus György, Szinnyeinél Erdélyi György (17. század) teológus, orvos, klasszika-filológus.

## Élete
Református lelkész fiaként született. Tanulmányait feltehetőleg Sárospatakon végezte. 1666-ban rövid ideig a heidelbergi egyetem hallgatója volt, majd a bázeli egyetemen teológiát tanult. Innen 1668-ban „súlyos vétség” miatt eltanácsolták, ekkor Angliába utazott. Először Cambridge-ben, majd Oxfordban tartózkodott, majd 1672–1676 között feltehetően vidéken latint és görögöt tanított, végül Londonban telepedett le, ahol Iszokratészt, Plutarkhoszt, Theokritoszt és más görög klasszikusokat fordított latinra és adott ki. 1813-ig kilenc művének 29 kiadása jelent meg.

## Művei
- Osocratis orationes duae: 1. Ad Demonicum. 2. Ad Nicoclem. Nova methodo & apprime utili, quoad verbum & sensum Latine redditae: Phrasibus & sententiis... Londini, 1676.
- Theocriti Syracusii, Poëtae Celeberrimi Selecta ac Praecipua Quaedam Idyllia, Graeca et Latina... Uo. 1683.
- Scholia In Duas Isocratis Orationes Ad Demonicum & Nicoclem... Uo. 1684. (Év n. is. Uo. XVII. század.)
- Plutarchi liber de educatione liberorum. Uo. 1684.
- Aesopi fabulae LX. Uo. 1684.
- Homeri Iliados Liber Primus. In quo singularum vocum significationes ac derivationes annotantur... Uo. 1685. (Új címlap-kiadás. Uo. 1687.)